# نیکولا تورنا
نیکولا تورنا (فرانسوی: Nicolas Tournat‎؛ زادهٔ ۵ آوریل ۱۹۹۴) بازیکن هندبال اهل فرانسه است.